# În căutarea dorului pierdut
În căutarea dorului pierdut este un album al interpretului român Tudor Gheorghe. 
"E un album în care vom trece cu lejeritate de la lacrimă la zâmbet, de la râs la meditație, album în care vom încerca sa ne regăsim unii pe alții, un album în care vom încerca sa ne regăsim pe noi înșine" - Tudor Gheorghe.

## Detalii ale albumului
- Gen: Folk. Balada Populara
- Sunet: Stereo
- Timp total: 1 ora si 7minute
- Inregistrat: Live in concert (2006).
- Limba: Romana
- Casa de discuri: Cat Music

## Lista pieselor
- 01 - Instrainatului (Tudor Gheorghe) / Intoarcerea fiului incaruntit (Liviu Damian) /  Parintii (Liviu Damian) / Mama (Dumitru Matcovschi) / Petrecerea (Marin Sorescu) / Mama (Virgil Carianopol) / Cantec pentru mama (Mircea Micu) [19:44]
- 02 - Nunta domnitei (Păstorel Teodoreanu) Balada de copilarie' (Adrian Păunescu) [3:26]
- 03 - Ardealul (Marin Sorescu) [2:02]
- 04 - Epistola II (Romulus Vulpescu) [1:15]
- 05 - In limba ta (Grigore Vieru) [2:30]
- 06 - Cercul (Marin Sorescu) [4:43]
- 07 - Ursul romanesc (Mihai Beniuc) [2:35]
- 08 - Risipei se deda florarul (Lucian Blaga) [2:25]
- 09 - Calatorul (Vasile Alecsandri) [3:59]
- 10 - Umbra plopilor (Ion Horea) [2:57]
- 11 - Cand eram mai tanar (Cezar Ivănescu) [2:08]
- 12 - Spovedania unui copil al erosului nostrum (Romulus Vulpescu) [4:31]
- 13 - Mi-e dor de ea (Ion Bănuță) / De ce-ai plecat (Tudor Arghezi) [4:46]
- 14 - Bilet de-amor (Romulus Vulpescu) [1:46]
- 15 - Carmen meretricis sau Crucea de Piatra (Romulus Vulpescu) [3:06]
- 16 - In fiecare zi (Romulus Vulpescu) [3:33]